# Sabicea bracteolata
Sabicea bracteolata är en måreväxtart som beskrevs av Herbert Fuller Wernham. Sabicea bracteolata ingår i släktet Sabicea och familjen måreväxter.
Artens utbredningsområde är Guinea. Inga underarter finns listade i Catalogue of Life.